# Мортсел
Мортсел (на нидерландски: Mortsel) е град в Северна Белгия, провинция Антверпен. Намира се на 6 km югоизточно от центъра на град Антверпен. Населението му е около 24 400 души (2006).

## Известни личности
Родени в Мортсел
- Барт Де Вевер (р. 1970), политик